# Gleichgewichtssinn
Der Gleichgewichtssinn dient zur Feststellung der Körperhaltung und Orientierung im Raum. Der Gleichgewichtssinn setzt sich aus mehreren Einzelsinnen zusammen: der vestibulären Wahrnehmung, die die Richtung der Gravitation und von Beschleunigung bestimmt; der visuellen Wahrnehmung, die die Orientierung im Raum feststellt; dem Tastsinn und der Tiefensensibilität.

## Beschreibung
Die Wahrnehmung der Gravitation geschieht hauptsächlich durch das Gleichgewichtsorgan. Unterstützend – aber nicht notwendig – sind außerdem die Augen. Sie nehmen die Raumlage wahr, oben und unten, Winkel und Neigungen. Die Informationen der verschiedenen Systeme werden miteinander verknüpft und die Skelettmuskulatur entsprechend gesteuert, um das Gleichgewicht des Körpers zu regeln.
Zum Gleichgewichtssinn tragen außerdem bei:
- die Muskulatur des Skeletts – bei Körperdrehungen und teilweise bei Beschleunigung
- das Gesäß (in der Fliegersprache das „Sitzfleisch“) – bei Beschleunigungen vor allem in vertikaler Richtung
- das Gehör – zur Schätzung von Geschwindigkeiten mit Hilfe von Luftgeräuschen, sowie
- der Hautsinn – für Eigen- und Luftbewegungen. Vögel spüren die Luftkräfte an den Federn.

Es wird unterschieden zwischen den Erfordernissen für das
- statische Gleichgewicht (z. B. beim Stehen auf einem Bein, Handstand)
- zwei Formen des dynamischen Gleichgewichts
  - dem aktiven (z. B. beim Gehen, Laufen, Turnen, Skilaufen)
  - dem passiven (z. B. Wellenreiten, Rodeln).[2]

Bei wirbellosen Tieren hält die Statozyste die Balance im Wasser aufrecht. In Pflanzen gibt es positiven und negativen Gravitropismus in verschiedenen Zelltypen.

Aktivitäten, wo der Gleichgewichtssinn wichtig ist
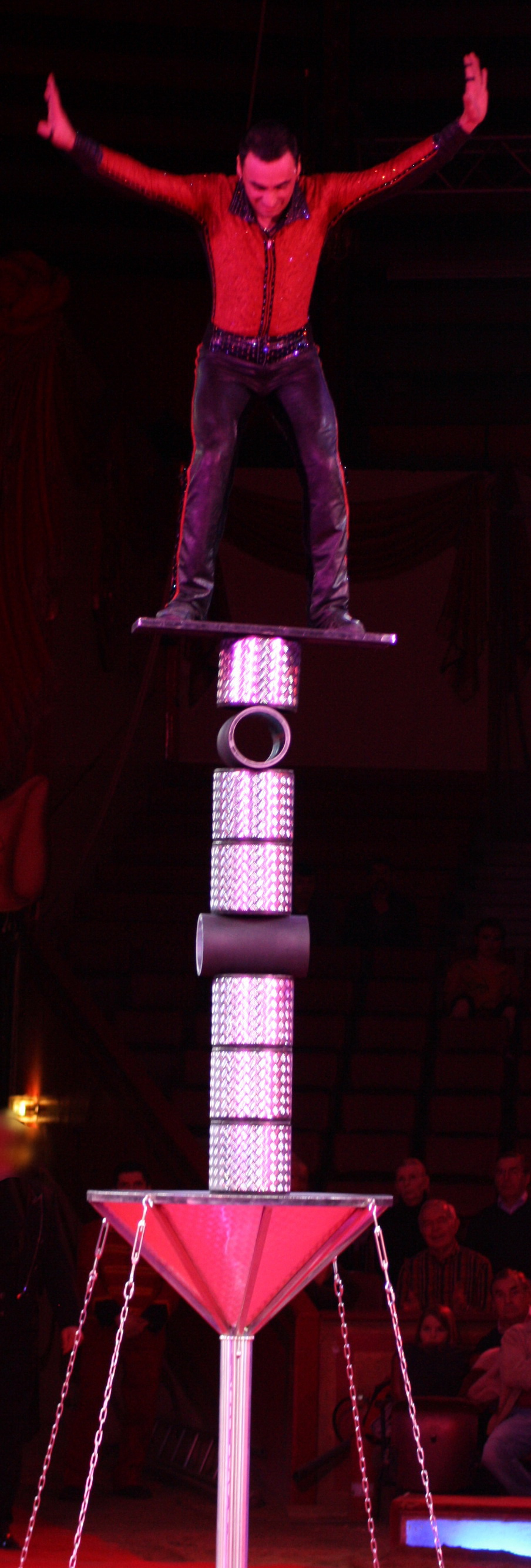
Balanceakt auf Rollen
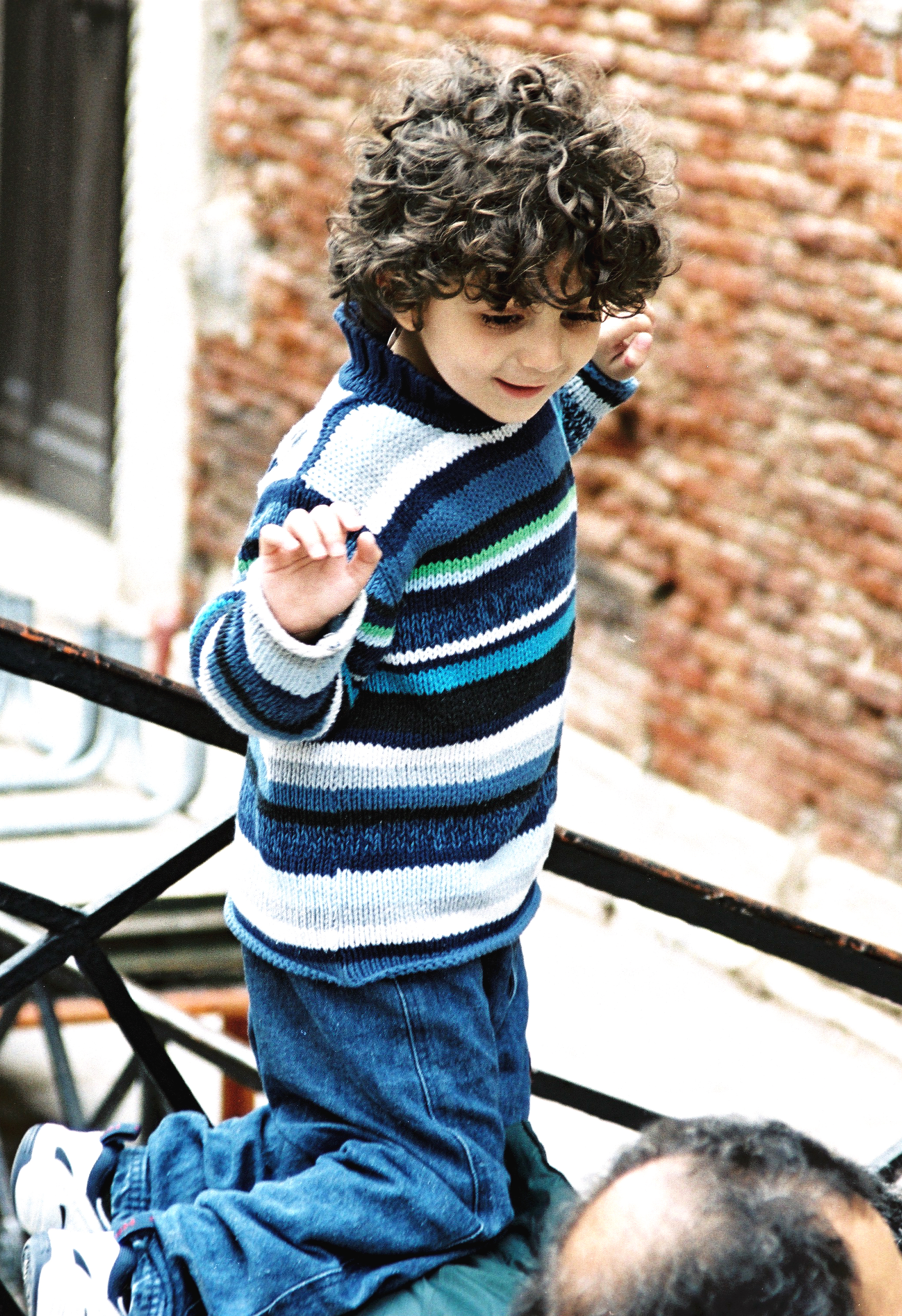
Ein Junge balanciert auf dem Rucksack eines Erwachsenen
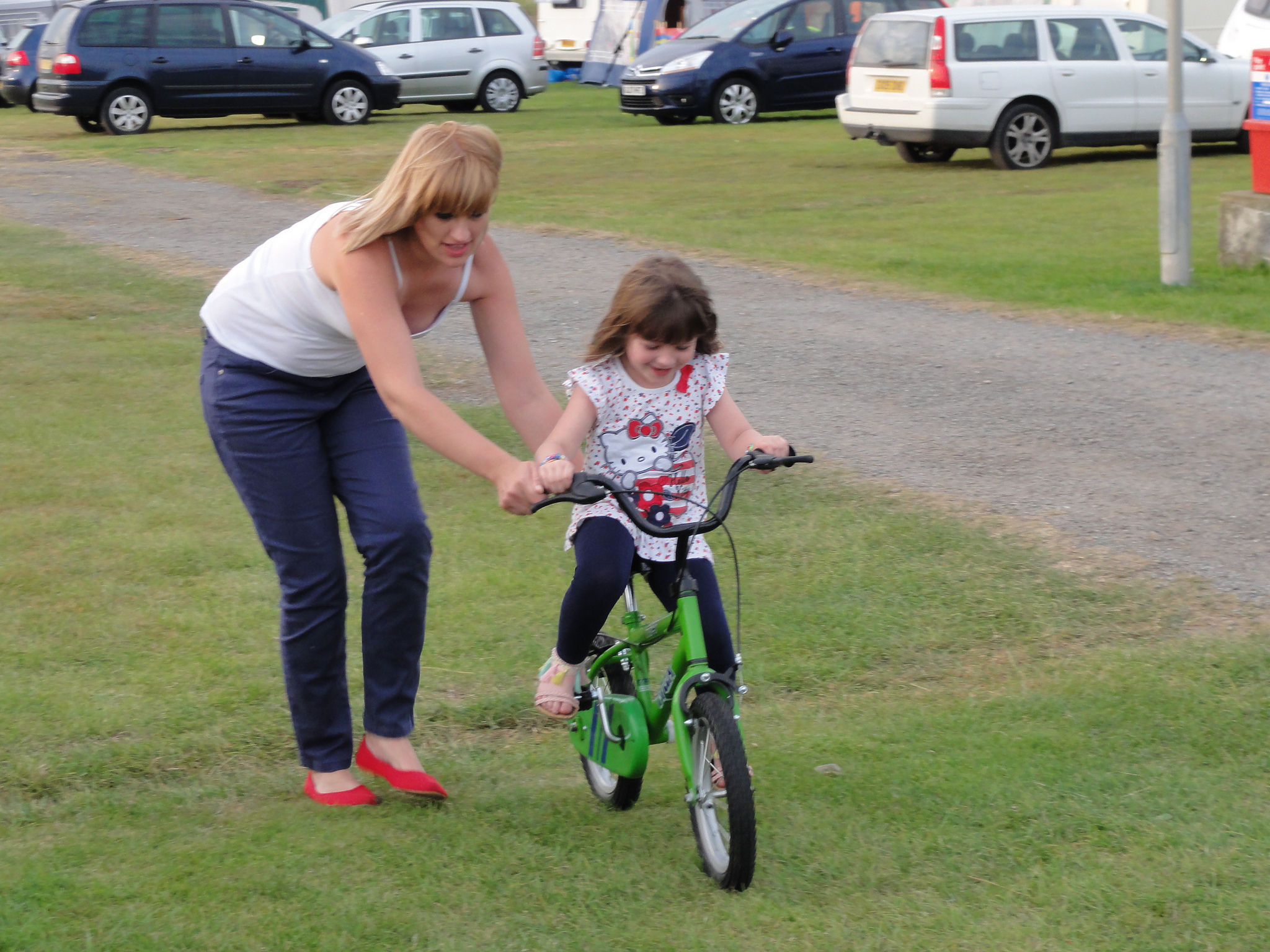
Mädchen lernt Fahrrad fahren